# Makwanpur District
Makwanpur District er et af Nepals 75 administrative og politiske regioner, betegnet distrikter (lokalt betegnet district, zilla, jilla el. जिल्ला). Makwanpur er et distrikt i bakkeområdet Middle Hills, som ligger i Narayani Zone i Central Development Region.
Makwanpur areal er 2.426 km² og der boede ved folketællingen 2001 i alt 392.604 og i 2007 438.539 i distriktet. Distriktets politiske organ District Development Committee er sammensat gennem indirekte valg, med repræsentation fra hver af de 9-17 administrative enheder ilakaer, hvert distrikt er opdelt i.
Makwanpur District er endvidere opdelt i 44 udviklingskommuner (lokalt navn: Gaun Bikas Samiti (G.B.S.) el. Village Development Committee (VDC)), hvoraf byer med over 10.000 indbyggere kategoriseres som købstæder (municipalities).
Makwanpur District er udviklingsmæssigt – gennem anvendelse af FN og UNDP's Human Development Index – kategoriseret som nr. 31 ud af Nepals 75 distrikter.

## Eksterne links
- Kort over Makwanpur District
- Makwanpur District sundhedsprofil – fra FN-Nepal (på engelsk)

27°25′N 85°02′Ø / 27.42°N 85.03°Ø